# Serwis sportowy TVN24
Serwis sportowy TVN24 – trwający od kilku do kilkunastu minut serwis informacyjny TVN24, poświęcony wydarzeniom ze świata sportu.

## Prezenterzy

### Obecni
- Piotr Salak
- Paweł Kuwik
- Sebastian Szczęsny
- Piotr Karpiński

### Byli
- Maciej Dowbor (obecnie Polsat)
- Paweł Sikora (obecnie Polsat)
- Maciej Jabłoński (obecnie TVP Sport)
- Grzegorz Mędrzejewski (obecnie TVP Sport)
- Maciej Barszczak (obecnie TVP Sport)
- Grzegorz Kalinowski
- Wojciech Zawioła
- Marcin Majewski
- Sergiusz Ryczel